# Theodor Haak
Theodor(e) Haak, född 1605 i Worms-Neuhausen, död 1690 i London, var en tysk kalvinistisk lärd, som kom till England redan i tjugoårsåldern. Han arbetade som översättare, från 1645, vid Dutch Annotations Upon the Whole Bible (1657).
Haak studerade i Oxford, Cambridge och Leiden. Han var i Köln 1626. Bortsett från en kort tid i Leiden, och i Pfalz, var han bosatt i England, men upprätthöll en internationell korrespondens med bland andra Marin Mersenne. Han fungerade som sekreterare till kurfurst Karl Ludvig av Pfalz, som var i England 1644-49; han avböjde däremot en post i Tyskland hos Karl Ludvig efter Westfaliska freden 1648. Han var alltjämt agent för Kurpfalz. 1643-44 var han diplomat i Danmark för den parlamentariska regimen.
Haak blev Original Fellow i Royal Society 1661. Han hade tidigare tillhört 'Invisible College' (aktiv från 1645). Han tillskrivs ibland äran att ha kommit på idén med det lärda sällskapet; detta bygger uppenbarligen på ett yttrande av John Wallis från århundrets slut. Jardine pekar på geografin: Haak var i London, som hölls av parlamentarikerna under kriget, på grund av att det pfalziska hovet var där, medan andra grundare av Royal Society befann sig  i det rojalistiska Oxford. Haak undervisade vid det puritanska Gresham College.
Haak översatte delar av Det förlorade paradiset till tyska (till början bok IV), även om hans arbete aldrig offentliggjordes. Han prövade det på Henrich Ludolff Benthem.